# Lametini (montagne sottomarine)
I monti Lametini sono due monti sottomarini appartenenti all'arco Eoliano nel Tirreno meridionale.

## Morfologia
I due monti sottomarini si presentano come due rilievi gemelli, di forma conica, posti sulla scarpata continentale alle coordinate 39° 05' N e 15° 39' E, disposti in direzione da nord-est (NE) a sud-ovest (SO), a una distanza di 3 km l'uno dall'altro.
I Lametini giacciono, assieme ad Alcione, 20 km a sud di quest'ultimo, nel settore orientale dell'arco Eoliano, alla profondità di circa 2000 metri, sulla piattaforma prospiciente le coste calabresi delimitata a nord dal complesso vulcanico Palinuro, col satellite Glabro, e a sud dall'isola di Stromboli.
A causa della pendenza della piattaforma sulla quale giacciono, i due vulcani sono asimmetrici. Il vulcano di nord-est (LamN), la cui circonferenza è più grande di quella del gemello di sud-ovest (LamS), si eleva da -1300 a -900 m; il gemello LamS si eleva tra -850 e -650 m dal livello dell'acqua. Il profilo del vulcano LamN mostra sul fianco occidentale una lacuna che si presume possa essere stata originata da collasso di materiale che potrebbe aver dato luogo a tsunami.

## Attività vulcanica

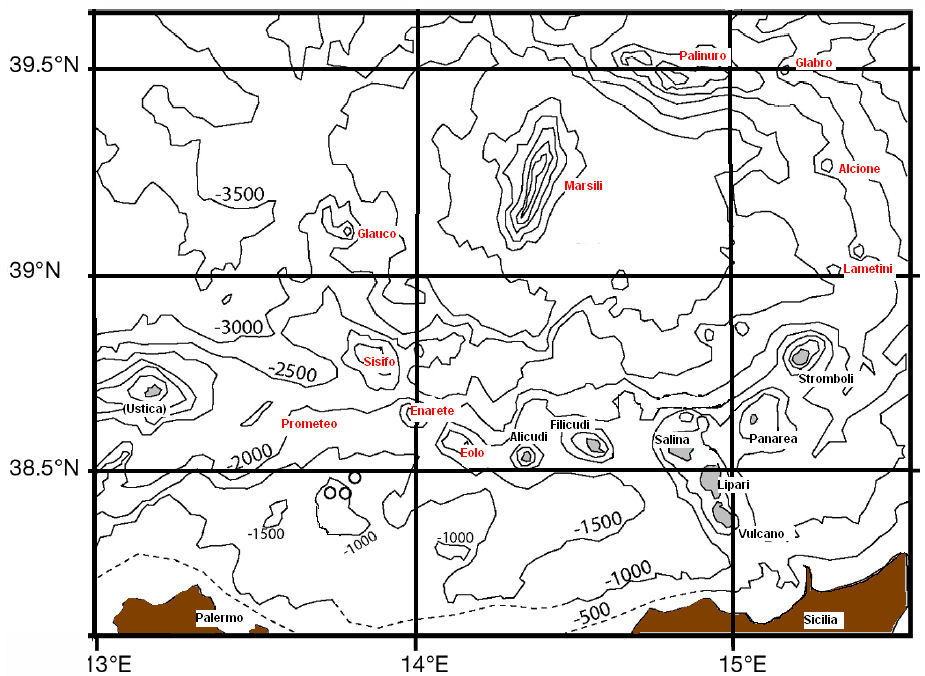
Arco Eoliano, con linee di costa e isobate di 500 m. Isole Eolie in grigio e nome in carattere di colore nero; montagne sottomarine in carattere di colore rosso.

I dati relativi all'attività vulcanica e alla sismicità dei due monti sono ancora scarsi. I dati esistenti sono rappresentati soprattutto da dati di batimetria multibeam e da analisi di sezioni sismiche high-resolution, tarate tuttavia su pochi dati disponibili derivanti da indagini dirette (carotaggio e dragaggi). Tali dati evidenziano a scala regionale la presenza di fondali batiali tirrenici costituiti prevalentemente da rocce basaltiche, con diverse aree in cui la copertura sedimentaria è praticamente assente. Tali dati appaiono corroborare ulteriormente l'esistenza di attività vulcaniche relativamente recenti, inferiori probabilmente a 0,1 Ma.